# Imouzzer des Ida-Outanane
Imouzzer des Ida-Outanane (en àrab إيموزار إيدا وتنان, Īmūzzār Īdā Watnān; en amazic ⵉⵎⵓⵣⴻⵔ ⵉⴷⴰ ⵓ ⵜⴰⵏⴰⵏⴻ) és una comuna rural de la prefectura d'Agadir Ida-Outanane, a la regió de Souss-Massa, al Marroc. Segons el cens de 2014 tenia una població total de 5.402 persones.
Immouzer fou el centre de la confederació dels Ida-Outanane, tribus amazigues instal·lades als altiplans que dominen el mar, a l'extrem occidental de l'Alt Atles. En 1811, James Grey Jackson va descriure els anomenats Eda utenan com a Chleuhs (Shelluhs) intrèpids i guerrers.